# فيتالي داراسيليا
فيتالي داراسيليا (مواليد 9 أكتوبر 1957) هو لاعب كرة قدم. لعب مع منتخب الاتحاد السوفييتي لكرة القدم. سبق له أن لعب في كأس العالم لكرة القدم مع منتخب بلاده.

## روابط خارجية
- فيتالي داراسيليا على موقع الاتحاد الدولي (مؤرشف)  (الإنجليزية)
- فيتالي داراسيليا على موقع قاعدة بيانات كرة القدم.إي يو (الإنجليزية)
- فيتالي داراسيليا على موقع ناشيونال فوتبول تيمز (الإنجليزية)